# Melbern Glacier
Melbern Glacier är en glaciär i Kanada.   Den ligger i provinsen British Columbia, i den västra delen av landet, 4 300 km väster om huvudstaden Ottawa. Melbern Glacier ligger 261 meter över havet.
Terrängen runt Melbern Glacier är bergig norrut, men söderut är den kuperad. Melbern Glacier ligger nere i en dal. Trakten runt Melbern Glacier är nära nog obefolkad, med mindre än två invånare per kvadratkilometer.. Det finns inga samhällen i närheten. 
Trakten runt Melbern Glacier är permanent täckt av is och snö.